# 1996年アトランタオリンピックのオーストラリア選手団
1996年アトランタオリンピックのオーストラリア選手団（1996ねんアトランタオリンピックのオーストラリアせんしゅだん）は、1996年7月19日から8月4日にかけてアメリカ合衆国のジョージア州アトランタで開催された1996年アトランタオリンピックのオーストラリア選手団、およびその競技結果。

## 概要
今大会は金メダル9個、銀メダル9個、銅メダル23個の合計41個のメダルを獲得した。

## メダル
| メダル | 選手名 | 競技   | 種目                     |
| ------ | --- | ------ | ------------------------ |
| 金     | キーレン・パーキンス                                                                                                | 競泳   | 男子1500m自由形          |
| 金     | スーザン・オニール                                                                                                  | 競泳   | 女子200mバタフライ       |
| 銀     | キャシー・フリーマン                                                                                                | 陸上   | 女子400m                 |
| 銀     | ルイーズ・マクポール                                                                                                | 陸上   | 女子やり投               |
| 銀     | ダニエル・コワルスキ                                                                                                | 競泳   | 男子1500m自由形          |
| 銀     | スコット・ミラー | 競泳   | 男子100mバタフライ       |
| 銀     | ペトリア・トーマス                                                                                                  | 競泳   | 女子200mバタフライ       |
| 銀     | ニコル・スティーブンソン サマンサ・ライリー スーザン・オニール サラ・ライアン ヘレン・デンマン アンジェラ・ケネディ | 競泳   | 女子4×100メドレーリレー  |
| 銀     | ミシェル・フェリス                                                                                                  | 自転車 | 女子スプリント           |
| 銅     | ダニエル・コワルスキ                                                                                                | 競泳   | 男子200m自由形           |
| 銅     | ダニエル・コワルスキ                                                                                                | 競泳   | 男子400m自由形           |
| 銅     | スコット・グッドマン                                                                                                | 競泳   | 男子200mバタフライ       |
| 銅     | フィル・ロジャーズ マイケル・クリム スコット・ミラー スティーブン・デウィック トビー・ハイーネン                    | 競泳   | 男子4×100mメドレーリレー |
| 銅     | サマンサ・ライリー                                                                                                  | 競泳   | 女子100m平泳ぎ           |
| 銅     | ジュリア・グレビル ニコール・スティーブンソン エマ・ジョンソン スーザン・オニール リス・マッキー                    | 競泳   | 女子4×200自由形リレー    |
| 銅     | ブラッドリー・マギー                                                                                                | 自転車 | 男子4000m個人追い抜き    |
| 銅     | ブレット・エイトケン スチュアート・オグレディ ティモシー・オシャネシー ディーン・ウッズ                             | 自転車 | 男子4000m団体追い抜き    |
| 銅     | スチュアート・オグレディ                                                                                            | 自転車 | 男子ポイントレース       |
| 銅     | ルーシー＝タイラー・シャーマン                                                                                      | 自転車 | 女子ポイントレース       |